# WWWOFFLE
WWWOFFLE (Abkürzung für World Wide Web Offline Explorer) ist eine freie Server-Software für die Betriebssysteme Linux und BSD. Es wird als Proxy eingesetzt und ist außerdem als Cache zu gebrauchen.
WWWOFFLE kann mit HTTP, FTP und Finger umgehen.
Besonders geschätzt wurde WWWOFFLE von Besitzern teurer Internetanbindungen, da er Webanfragen sammeln und zu einem späteren Zeitpunkt gebündelt abarbeiten kann. Dies reduziert die Zeit, in der man zum Surfen mit dem Internet verbunden sein muss. Es kann auch zur Stabilisierung des Internets in Gemeinschaftseinrichtungen verwendet werden.
WWWOFFLE ist freie Software unter den Bedingungen der GNU General Public License (GPL).
Teilweise diente der Internet Junkbuster als Vorbild für WWWOFFLE. Selber diente es wiederum als Vorbild für Polipo, das aus Unzufriedenheit über die Unzulänglichkeiten von WWWOFFLE geschrieben wurde.